# Up the Creek
Up the Creek (bra Corrida na Correnteza) é um filme estadunidense de 1984, do gênero comédia, dirigido por Robert Butler.

## Sinopse
Bob McGraw, Max, Gonzer e Irwin, estudantes da Universidade de Lepetomane (conhecida ironicamente por alguns como "Turma da Lobotomia") são escolhidos para participar de uma competição de corrida de botes. Eles são "recrutados" por Dean Burch, que usa registros do passado de McGraw como um meio de chantagem para levá-los a competir. "Vocês não estão no fim da lista. Vocês são o próprio fim da lista!", diz Burch. Ele ainda lhes oferece notas em qualquer matéria que desejarem como incentivo adicional. Eles estão enfrentando a Universidade de Ivy, estudantes que, com a ajuda de um ex-aluno da Ivy chamado Roland Tozer, planejam trapacear até o final da corrida.
Seus adversários também incluem o Instituto Militar de Washington, desclassificado antes da corrida por sua tentativa de sabotar as jangadas de seus adversários. O capitão Braverman, líder dos militares, vai atrás de McGraw pois o considera culpado pela sua desclassificação.  Também entrou na competição uma equipe de universitárias, das quais uma acaba se apaixonando por Bob. As corredeiras perigosas, assim como as trapaças de Ivy, acabam incapacitando muitos dos botes das outras equipes. É uma aventura rio abaixo para a equipe de Lepetomane.

## Elenco
- Tim Matheson ... Bob McGraw
- Dan Monahan ... Max
- Sandy Helberg ... Irwin
- Stephen Furst ... Gonzer
- Jennifer Runyon ... Heather Merriweather
- Jeff East ... Rex Crandall
- James Sikking ... Roland Tozer
- Blaine Novak ... Captão Braverman
- Mark Andrews ... Rocky
- Jesse D. Goins ... Brown
- Julia Montgomery ... Lisa
- Romy Windsor ... Corky
- John Hillerman ... Dean Burch
- Grant Wilson ... Reggie
- Jeana Tomasino ... Molly
- Will Bledsoe ... Roger van Dyke
- Frank Welker como a voz do cachorro Chuck